# Trichomycterus caipora
Trichomycterus caipora är en fiskart som beskrevs av Lima, Lazzarotto och Costa 2008. Trichomycterus caipora ingår i släktet Trichomycterus och familjen Trichomycteridae. Inga underarter finns listade i Catalogue of Life.